# Kibuye
Kibuye   este un oraș  în  Rwanda, situat pe malul estic al lacului Kivu. Este reședinta  provinciei  de Vest și a districtului Karongi.